# Ivalo Frank
Ivalo Frank (* 24. Januar 1975 in Nuuk) ist eine dänisch-grönländische Regisseurin und Filmkünstlerin.

## Leben
Ivalo Frank wurde als Tochter dänischer Eltern in Nuuk geboren. Ihr Vater ist der Arzt Ebbe Frank Jørgensen und ihre Mutter die Krankenschwester Hedda Bjerring Larsen. Sie wuchs in Dänemark auf, verbrachte als Jugendliche aber auch ein Jahr in Paraguay. Sie ist liiert und Mutter eines 2021 geborenen Kinds.
Von 1997 bis 1999 studierte sie Philosophie an der Universität Kopenhagen und anschließend Anthropologie an der Universität Lund. Anschließend ließ sie sich in Berlin nieder.
Sie produziert gesellschaftswissenschaftliche Kurzfilme zu Themen wie Krieg und Postkolonialismus. 2012 initiierte sie das Filmfestival Greenland Eyes, das in den folgenden drei Jahren in Berlin, Skandinavien, Grönland und den USA stattfand.

## Filmografie
- 2005: Wild Dogs of Sarajevo
- 2006: Rosinen/Blaue Blumen
- 2007: Upper Reaches of the Arts
- 2008: If One Thing Matters
- 2009: Faith, Hope and Greenland
- 2010: Echoes
- 2012: Open
- 2015: Killerbird
- 2015: Reconciliation
- 2017: Anahí's Room
- 2022: The Last Human